# Altair Martins

Altair Martins (Porto Alegre, 1975) é um romancista, contista, dramaturgo e professor universitário brasileiro.

## Formação
Bacharel em Letras com especialização em língua francesa pela Universidade Federal do Rio Grande do Sul, mestre e doutor em literatura brasileira pela mesma universidade, é professor da PUCRS, nos cursos de Letras e Escrita Criativa, atuando também no programa de pós-graduação.

## Carreira e prêmios
Em 1994 foi vencedor do Prêmio Guimarães Rosa da Rádio France International[carece de fontes?]. Em seguida publicou as antologias de contos Como se moesse ferro, Se choverem pássaros, Dentro do olho dentro e Enquanto água. 
Recebeu[carece de fontes?] o Prêmio Luiz Vilela, o Concurso Nacional de Contos Josué Guimarães, na Jornada Nacional de Literatura, o Prêmio Açorianos nas categorias conto e romance, e o Prêmio Moacyr Scliar.
Foi finalista do Prêmio Jabuti em quatro ocasiões[carece de fontes?]. Na dramaturgia, foi vencedor do Prêmio Minuano de Literatura com a peça Guerra de urina, em 2019.
Recebeu também o Prêmio São Paulo de Literatura de Primeiro romance, em sua segunda edição, com o livro A parede no escuro.